# Rifugio des Conscrits
Il rifugio des Conscrits (in francese Refuge des Conscrits) è un rifugio situato nel comune di Les Contamines-Montjoie (dipartimento dell'Alta Savoia, Francia), nelle Alpi Graie, a 2.580 m s.l.m.

## Storia
Il rifugio attuale è stato aperto nel 1997. Prima vi era, in posizione diversa, un rifugio rudimentale.

## Caratteristiche e informazioni
Il rifugio dispone di 90 posti. Viene aperto nella stagione primaverile e poi da fine maggio a settembre.

## Accessi
Si può salire al rifugio partendo da Cugnon, località di Les Contamines-Montjoie e passando per il ghiacciaio di Tré-la-tête.

## Ascensioni
- Dômes de Miage - 3.670 m
- Aiguille de la Bérangère - 3.425 m

## Traversate
- Rifugio Durier - 3.358 m